# 泉武志
泉 武志（いずみ たけし、1989年4月6日 - ）は、日本の男性総合格闘家。愛媛県八幡浜市出身。2017年 アジア選手権 男子グレコローマン 71kg級 優勝。FIGHTER'S FLOW所属。

## 来歴
陸上インターハイ選手を父に持つスポーツ一家の三男。中学では軟式テニス、高校ではバスケ部を経てレスリングに転向し、インターハイ団体戦ベスト8に貢献。日体大ではグレコローマン60kg級でインカレ優勝、国体準優勝。一宮グループ就職後ロンドン五輪に刺激を受け復帰し、アジア選手権優勝・世界選手権出場を果たす。2020年にMMAへ転向。

### RIZIN
2022年4月16日、MMAプロデビュー戦にしてRIZIN初参戦となったRIZIN TRIGGER 3rdで、グラント・ボグダノフに3RTKO負け。
7月からDEEPを主戦場とし、初戦で野村駿太に判定負けを喫して以降は北岡悟らを相手に５連勝。24年7月、野村駿太との再戦で最終R逆転TKO負けとなった。
2025年3月30日、再起戦にしてデビュー戦以来となる、RIZIN.50でスパイク・カーライルと対戦し、1Rにパンチでダウンを奪われるも後半盛り返す試合となり、最終的にカーライルのレッドカードなどもあり、3-0の判定勝ちを収めた。なお、相手のカーライルが前日計量で契約体重を2kgオーバーしたため、泉が勝った場合のみ公式記録、泉が負けるか引き分けた場合はノーコンテストとなり、さらにカーライルはレッドカードによる減点（判定50％減）のペナルティを受けた状態での試合となった。

## 戦績

### プロ総合格闘技
| 総合格闘技 戦績 | 総合格闘技 戦績 | 総合格闘技 戦績 | 総合格闘技 戦績 | 総合格闘技 戦績 | 総合格闘技 戦績 | 総合格闘技 戦績 |
| --------------- | --------------- | --------------- | --------------- | --------------- | --------------- | --------------- |
| 10 試合         | (T)KO           | 一本            | 判定            | その他          | 引き分け        | 無効試合        |
| 6 勝            | 0               | 0               | 6               | 0               | 0               | 0               |
| 4 敗            | 2               | 1               | 1               | 0               | 0               | 0               |

| 勝敗 | 対戦相手                 | 試合結果                         | 大会名                           | 開催年月日     |
| ×    | アルトゥール・ザイヌコフ | 5分3R終了 判定0-3                | PFL Africa 1: Cape Town 2025     | 2025年7月19日  |
| ○    | スパイク・カーライル     | 5分3R終了 判定3-0                | RIZIN.50                         | 2025年3月30日  |
| ×    | 野村駿太                 | 3R 0:32 TKO（左フック→パウンド） | DEEP 120 IMPACT                  | 2024年7月14日  |
| ○    | 北岡悟                   | 5分3R終了 判定2-1                | DEEP 116 IMPACT                  | 2023年11月11日 |
| ○    | 小金翔                   | 5分2R終了 判定3-0                | DEEP 114 IMPACT                  | 2023年7月2日   |
| ○    | 井上竜旗                 | 5分2R終了 判定3-0                | DEEP TOKYO IMPACT 2023 1st Round | 2023年3月25日  |
| ○    | 前田啓伍                 | 5分2R終了 判定3-0                | DEEP Tokyo Impact 2022 6th Round | 2022年11月23日 |
| ○    | THE☆ナマハゲ             | 5分2R終了 判定3-0                | DEEP Tokyo Impact 2022 5th Round | 2022年9月11日  |
| ×    | 野村駿太                 | 5分2R終了 判定1-2                | DEEP 108 IMPACT                  | 2022年7月10日  |
| ×    | グラント・ボグダノフ     | 3R 3:16 TKO（パンチとエルボー）  | RIZIN TRIGGER 3rd                | 2022年4月16日  |

## 獲得タイトル
- 2017年 アジア選手権 男子グレコローマン 71kg級 優勝